# بمب

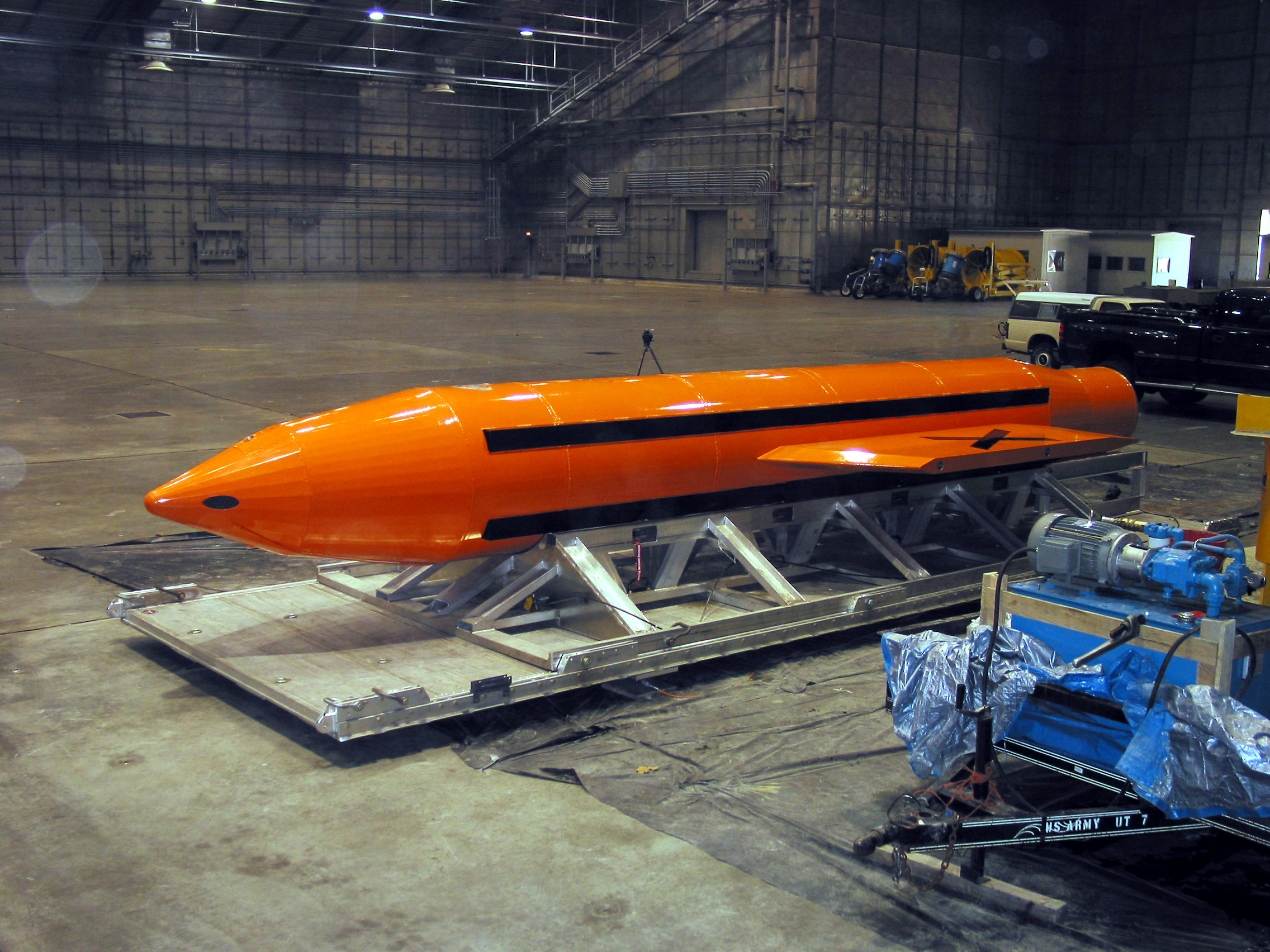
بمب آمریکائی موآب

بمب (به فرانسوی: bombe) نوعی جنگ‌افزار است که شامل محفظه‌ای پرشده از مواد منفجره است که پس از پرتاب و برخورد یا نزدیک شدن به هدف منفجر می‌شود.
بمب لغتی است نام‌آوا از لاتین (Bombus) که خود ریشه یونانی دارد: (Bombos) (به معنای ایجاد صدای تالاپ یا وزوز). این لغت در دوران جنگ سی‌ساله توسط فرانسوی ها در اروپا رایج شد.

## انواع بمب
- بمب آتش‌زا
- بمب اتمی
- بمب الکترومغناطیسی
- بمب خوشه‌ای
- بمب ساعتی
- بمب دودزا
- بمب شیمیایی
- بمب صوتی
- بمب کثیف
- بمب لوله‌ای
- بمب ناپالم
- بمب هدایت لیزری
- بمب هدایت ناپذیر
- بمب هوشمند
- بمب هیدروژنی
- بمب نوترونی